# Колчинський Ілля Григорович
Ілля Григорович Колчинський (5 травня 1913, Київ — 2 січня 2004, Київ) — український радянський астроном, доктор фізико-математичних наук з 1969 року; член робочих груп Міжнародного астрономічного союзу з вивчення нестабільності земної атмосфери та астрономічної рефракції. Один з ініціаторів створення Київського планетарію у 1952 році та міжнародної програми спостережень «Фотографічний огляд неба» у 1986 році.

## Біографія
Народився 5 травня 1913 року в місті Києві (нині Україна). 1931 року закінчив хімічний технікум і упродовж 1931—1933 років працював хіміком-техніком Північного хімічно-гірничого тресту «Апатит» у місті Кіровську Мурманської області. 1938 року закінчив механіко-математичний факультет Київського університету за спеціальністю «математик» і продовжив навчання в аспірантурі при кафедрі астрономії цього ж університету, яку закінчив у 1941 році.
У Червоній армії з липня 1941 року по грудень 1945 року. Брав учать у німецько-радянській війні на посаді командира взводу топографічної розвідки артилерійського полку, мав військове звання лейтенанта.
З 1 січня 1946 року працював старшим науковим співробітником Астрономічної обсерваторії Київського університету імені Тараса Шевченка, де вже в травні 1947 року захистив кандидатську дисертацію на тему «Дослідження атмосферної дисперсії».
З січня 1949 року — у Головній астрономічній обсерваторії АН Української РСР, де займався вивченням атмосферної рефракції та дослідженнями явища мерехтіння зір і атмосферної турбулентності. З 1964 року і до кінця 1975 року обіймав посаду завідувача відділу фотографічної астрометрії, у 1976—1988 роках був науковим консультантом Обсерваторії. Також був куратором і головою бібліотечної ради бібліотеки Головної астрономічної обсерваторії.
Помер у Києві 2 січня 2004 року.

## Наукова діяльність
Вивчав питання астрономічної рефракції, мерехтіння зоряних зображень, історію астрономії. Опублікував близько 100 наукових і науково-популярних праць, низку популярних книжок, брошур і статей з астрономії. Серед них:
- «Оптическая нестабильность земной атмосферы по наблюдениям звезд» (1967);
- «Рефракция в земной атмосфере» (1967);
- «Астрономы: Биографический справочник» (1977, 1986; у співавторстві з Аллою Корсунь та Модестом Родригесом);
- «Наблюдения и факт в астрономии» (1982).

За його сприяння у Головній астрономічній обсерваторії установлений і введений у дію один з перших телескопів — подвійний довгофокусний астрограф Тепфера-Штейнгеля, на якому виконували фотографічні спостереження для визначення точних положень планет, туманностей і вибраних зір.

## Вшанування
- У 2004 році, з нагоди 60-річчя Головної астрономічної обсерваторії, відкрито Музей історії Головної астрономічної обсерваторії НАН України. У музеї є астрометрична кімната, у якій окрема вітрина, присвячена Іллі Колчинському. В ній представлені, зокрема, збережені ним стародавні прилади — геліометр й арифмометр, а також деякі особисті речі (записні книжки, фронтовий планшет тощо)[4];
- Вченому присвячені нариси Віталія Кислюка: «Піонер фотографічної астрометрії. Дослідник нестабільності земної атмосфери» (стаття «Наші ювіляри: голосіївські астрометристи-першопрохідці» в «Астрономічному календарі» за 2003 рік) та Алли Корсунь «Палко закоханий в астрономію. Вчений, воїн, філософ» (у книжці «Плеяда перших», 2004)[4].